# Манн, Іванов і Фербер
«Манн, Іванов і Фербер» — московське видавництво бізнесової літератури, яке розпочало свою діяльність у 2005 році. Засновники: Ігор Манн, Михайло Іванов та Михайло Фербер.
Видавництво спеціалізується на виданні книг з бізнесу, маркетингу та менеджменту, управління часом, адресованих власникам бізнесу, менеджерам, консультантам, студентам і слухачам програми MBA. Крім того, розвиваються напрямки книг про спорт, психологію.

## Історія
До 2007 року щорічно випускалося 12 найменувань книг, присвячених маркетингу та менеджменту (основна серія). У 2007 році, після купівлі прав на серію книг «Стокгольмської школи економіки», число видань збільшилася до 18 на рік [1].
З 2006 по 2008 р. видавництво випускало крім традиційної ще і аудіолітературу.
У 2008 р. вперше серед бізнес-видавництв почало продавати книги в електронному вигляді [2].
У жовтні 2008 р. видавництво «Ексмо» завершило операцію з придбання 25 % видавництва «Манн, Іванов і Фербер» (оціночна вартість угоди — $ 1 млн) [3].
З 2009 по 2011 рік випуск книг плавно зростав, до кінця 2011 року становив 60 новинок на рік. З 2010 року в асортименті стали з'являтися книги про спорт: плавання, біг, велоспорт (у тому числі маунтінбайк), тріатлон.
В кінці 2011 року до видавництва «Манн, Іванов і Фербер» перейшли портфель і бренд «Альпіни Бізнес Букс», а також портфель редакції ділової літератури видавництва «Ексмо» [4]., І кількість новинок до кінця року перевищило 200.
Серед авторів видавництва: Джек Велч, Том Пітерс, Джим Коллінз, Філіп Котлер, Джей Конрад Левінсон, Олександр Левітас, Адріан Слівотскі, Девід Майстер, Майкл Хаммер, Барбара Мінто, Нассім Талеб, Ігор Манн, Гліб Архангельський, Тигран Арутюнян, Радислав Гандапас.

## Партнери
Видавництво співпрацює з LiveLib.ru — соціальною мережею любителів книг.